# Stenodeza
Stenodeza is een geslacht van spinnen uit de familie springspinnen (Salticidae).

## Soorten
De volgende soorten zijn bij het geslacht ingedeeld:
- Stenodeza acuminata Simon, 1900
- Stenodeza fallax Mello-Leitão, 1917
- Stenodeza foestiva Mello-Leitão, 1944